# Cristo Redentor de Recreo
El Cristo Redentor es uno de los monumentos más famosos y visitados de Recreo, Catamarca, Argentina. Se trata de una imagen de 11 metros de Jesús de Nazaret con los brazos abiertos hacia la ciudad. Está situada a 235 metros sobre el nivel del mar en la cima de una loma de 10 metros de altura, a 3 cuadras del centro de la ciudad. 
Fue inaugurado en 1986, después de un año de construcción. 

## Historia
Fue construido en 1986 a 5 cuadras de la plaza central sobre lo que en esa época aún formaba parte de la periferia.  Inspirado en el Cristo Redentor de Río de Janeiro para las personas católicas de la localidad. Con el tiempo se volvió uno de los principales atractivos turísticos y la figura más reconocible de la ciudad.
Luego de su construcción se colocaron las letras de "RECREO" debajo de sus pies para darle la bienvenida a los turistas o personas que llegan.

## Características físicas
| Altura de la estatua hasta la base                 | 8,0 m  |
| Altura total del monumento, con base incluida      | 11,0 m |
| Altura de la base, desde el suelo hasta la estatua | 3,0 m  |
| Longitud de los brazos                             | 6,0 m  |
| Ancho de la base                                   | 3,0 m  |